# 房状血管腫
房状血管腫（ぼうじょうけっかんしゅ、ふさじょうけっかんしゅ、英: Tufted angioma, Tufted hemangioma）とは、通常、乳児期または幼少期に頸部および体幹上部に発生する、直径2-5 cmの、境界不明瞭でまだら模様のくすんだ赤色の斑である:596。別名、後天性房状血管腫 (英: Acquired tufted angioma)、血管芽腫 (英: Angioblastoma)、血管芽細胞腫（中川）(英: Angioblastoma of Nakagawa)、肥厚性血管腫 (英: Hypertrophic hemangioma)、進行性毛細血管血管腫 (英: Progressive capillary hemangioma) とも呼ばれる。

## 徴候・症状
房状血管腫は頸部、上半身または四肢の皮膚に生じる単発の腫瘍として定義され、紅斑、斑点または斑状の外観を呈する。一般的な随伴症状は痛みや疼痛などで、多汗症は患者の30%に見られる一般的所見である。大きさは1 cmから10 cmである。

## 原因
房状血管腫は後天性または先天性であり、症例の約半数で生後1年以内に病変が発現する。病態生理は不明であるが、毛細血管葉の形成を可能にする血管新生は内皮細胞と血管成長因子の増加によって促進される。一部の研究者はこの疾患を思春期に伴うホルモンの急増などの内分泌誘発因子と関連付け、ホルモン刺激によって引き起こされる反応性血管増殖の結果ではないかと推測している。考えられる要因の1つは外傷である。妊娠中に報告された症例では出産後に治癒した症例が幾つか報告されており、その中には家族性パターンに従う症例もある。

## 診断
磁気共鳴画像法や超音波画像法などの画像診断技法により、病変部位を評価し、腫瘍を鑑別することができる。房状血管腫の病理組織像では、「砲弾」のような外観をもつ房状の小葉が真皮全体に多数散在し、血管房の周囲および腫瘍間質に三日月状の隙間が認められる。CD31およびCD34に加え、免疫組織化学染色ではEN4およびハリエニシダレクチンが有意に陽性となる場合がある。平滑筋アクチンは散発的に陽性で、GLUTは陰性となる。
鑑別診断には先天性血管腫、血管奇形、乳児血管腫、化膿性肉芽腫、成人ではカポジ型血管内皮細胞およびカポジ肉腫が挙げられる。

## 治療
房状血管腫の治療には多くの場合、病巣全切除が採用される。それに先んじて凍結療法、レーザー療法、圧迫療法、手術、インターフェロン療法、局所または全身性コルチコステロイド、化学療法などが実施されていることもある。